# John Aloysius Coleman
John Aloysius Coleman (* 8. September 1887 in Mount Melleray, Irland; † 22. Dezember 1947 in Sydney, Australien) war ein irischer Geistlicher und römisch-katholischer Bischof von Armidale.

## Leben
John Aloysius Coleman wurde am 8. September 1887 bei Cappoquin im County Waterford in der heutigen Republik Irland geboren.
Er empfing am 22. März 1912 das Sakrament der Priesterweihe.
Am 31. Mai 1929 wurde Coleman zum Titularbischof von Verbe und Koadjutorbischof von Armidale in New South Wales ernannt. Die Bischofsweihe spendete ihm am 8. September desselben Jahres in der St Mary and St Joseph's Cathedral in Armidale der Koadjutorerzbischof von Sydney, Michael Sheehan; Mitkonsekratoren waren der Bischof von Lismore, John Joseph Carroll sowie der Bischof von Maitland, Patrick Vincent Dwyer.
Nach dem Tod von Bischof Patrick Joseph O’Connor am 15. Juli 1932 folgte er diesem als Bischof nach. Er blieb bis zu seinem Tod am 22. Dezember 1947 im Amt.